# Řehoř III. Laham
Řehoř III. (občanským jménem Lufti Laham) (* 15. prosince 1933, Daraja, Sýrie) je emeritní melchitský řeckokatolický patriarcha Antiochie a celého Východu, Alexandrie a Jeruzaléma.

## Kněz
V roce 1949 složil první mnišské sliby a v roce 1954 věčné sliby v monastýru svatého Spasitele v Saidě v jižním Libanonu. Po absolvování filozofických a teologických studií v Libanonu pokračoval ve studiích na Papežském východním institutu v Římě, kde roku 1961 získal doktorát z východní teologie. Na kněze byl vysvěcen 15. února 1959 v monastýru Grottaferrata u Říma. Po skončení studií byl jmenován tajemníkem ekumenické a liturgické komise melchitského patriarchátu. V roce 1974 byl jmenován patriarchálním vikářem v Jeruzalémě. Synoda melchitské řeckokatolické církve ho 9. září 1981 zvolila za arcibiskupa a 27. listopadu přijal svěcení z rukou patriarchy Maxima V.

## Patriarcha

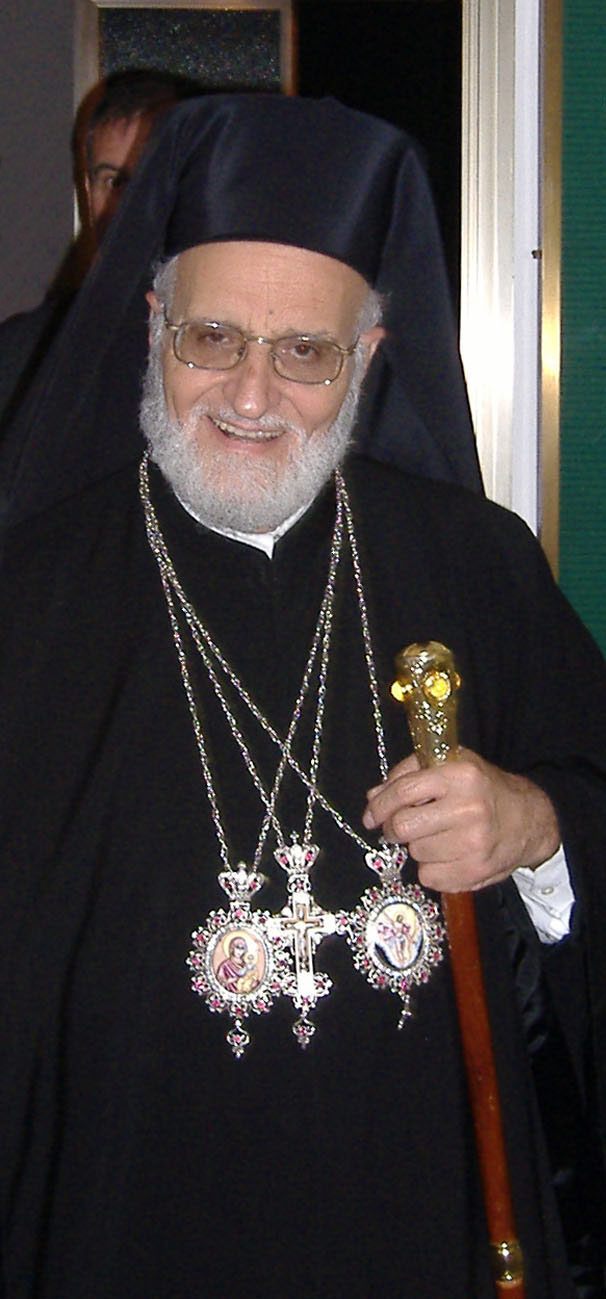
Řehoř III. Laham

Po rezignaci Maxima V. Hakima (patriarchou v letech 1967–2000) synod biskupů zvolil 29. listopadu 2000 za nového patriarchu jeruzalémského arcibiskupa Luftiho Lahama. Slavnostní uvedení do úřadu se uskutečnilo v tentýž den. Jméno Řehoř si vybral podle jednoho ze svých předchůdců patriarchy Řehoře II. Jussefa (1864–1897).
Dne 6. května 2017 rezignoval jako patriarcha, přičemž v pozadí rezignace byl odpor biskupů, kteří mu vyčítali množství neúmyslných chyb při vedení církve a zacházení s církevními financemi. Byl mu udělen status emeritního patriarchy.

## Duchovní protektor Vojenského a špitálního řádu sv. Lazara Jeruzalémského
Mezi lety 2000–2017 byl po svém předchůdci Maximovi V. duchovním protektorem sjednocené maltsko-pařížské obedience Vojenského a špitálního řádu svatého Lazara Jeruzalémského. Řeckokatoličtí melchitští patriarchové jsou protektory Řádu sv. Lazara od roku 1847.
V roce 2013 patriarcha navštívil Českou republiku, aby se zúčastnil investitury maltsko-pařížské obedience ve strahovském klášteře, kde jmenoval kardinála Miloslava Vlka hlavním kaplanem české jurisdikce a tím mu předal duchovní správu nad českým velkobailivikem. Při této návštěvě uspořádal také konferenci o situaci v Sýrii.
Po rezignaci na úřad patriarchy se Řehoř III. stal emeritním protektorem. Ochranu nad řádem převzal nový patriarcha Joseph Absi.

## Dílo
Řehoř III. je autorem několika knih zejména z oblasti liturgiky a východní křesťanské spirituality. Známý je díky svým ekumenickým aktivitám a také jako iniciátor mezináboženského dialogu s islámem. Hodně cestuje do zahraničí a upozorňuje zejména na situaci křesťanů na Blízkém východě.